# Harumi Kōri
Harumi Kōri (jap. 郡 晴己 Kōri Harumi; ur. 17 sierpnia 1953) – japoński trener piłkarski.

## Kariera trenerska
W 1998 roku trenował japońskie Vissel Kobe. W 12 meczach drużyna pod jego wodzą zanotowała 8 zwycięstw i 4 porażki.